# Nieuwezijds Armsteeg

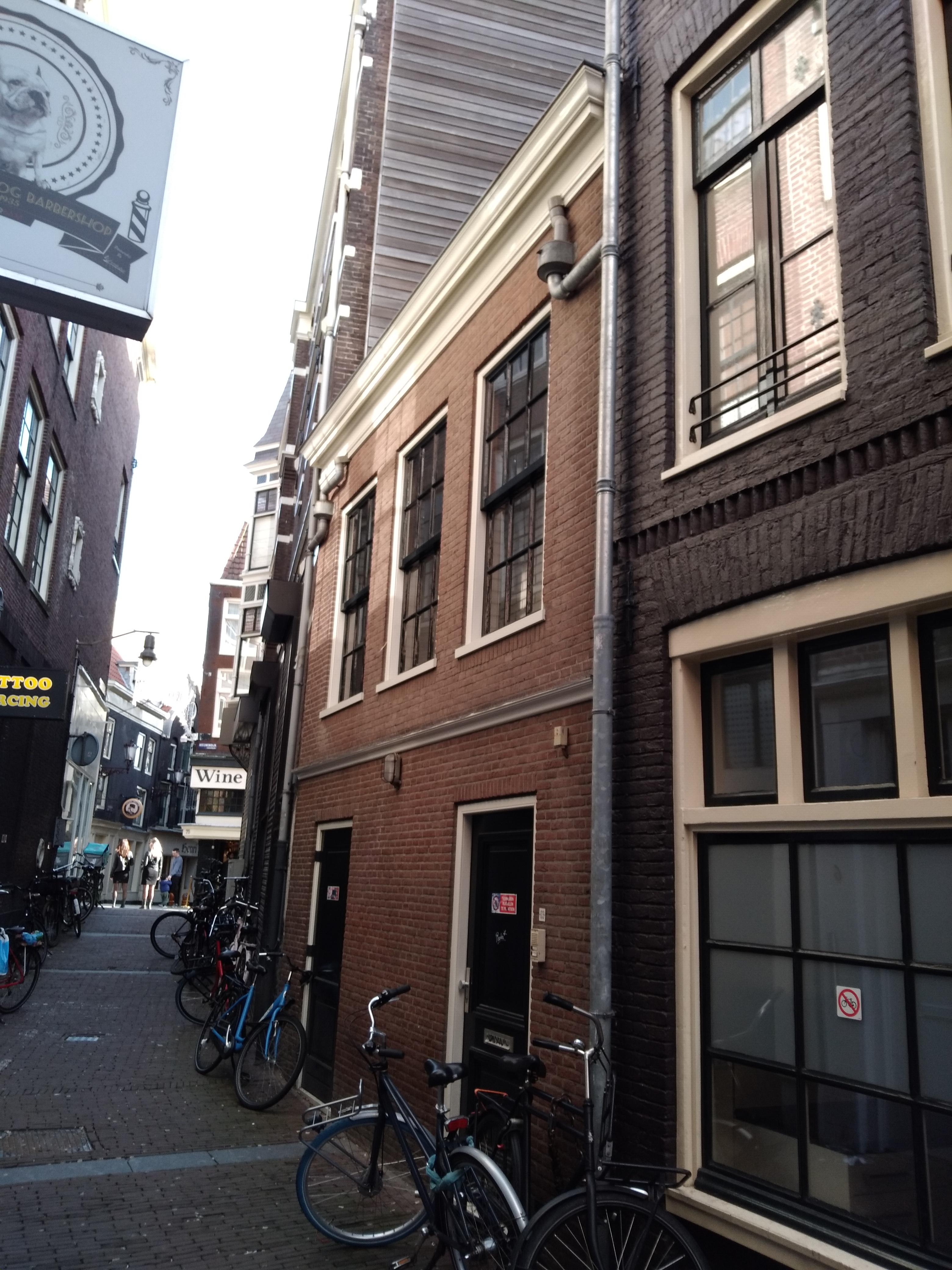
Rijksmonument Nieuwezijds Armsteeg 3 (februari 2021)

De Nieuwezijds Armsteeg is een steeg in de vorm van een lang gerekte boog in Amsterdam-Centrum. Amsterdam kent ook een Oudezijds Armsteeg.

## Ligging en geschiedenis
Ze vormt al eeuwenlang de verbinding tussen de  Nieuwendijk en de Nieuwezijds Voorburgwal, dat in de 21e eeuw een voetgangersgebied is. Ze sluit aan op de Haringpakkerssteeg die ten oosten van de Nieuwendijk ligt.
Ze maakt al deel uit van middeleeuws Amsterdam en is dus op alle beschikbare kaarten van Amsterdam terug te vinden te beginnen op die van Cornelis Anthonisz.. Volgens stadsarchivaris W.F.H. Oldewelt begonnen beide armstegen als dijkarmen van de zeewering langs de zuidelijke IJ-oever. In 14e-eeuwse bronnen werden de stegen omschreven als up ten Arm, gevolgd door de aanduiding Windmolenzijde (Nieuwezijde) of Kerkzijde (Oudezijde). Op de kaart van Balthasar Florisz. van Berckenrode uit 1625 is de bijbehorende legenda nog in tweeën gedeeld; deze "Arm Steegh" bevindt zich dan onder de kop Aenwysinge der Straten en Stegen aen de Nieuwe syde (nummer 5). Op die plattegrond is ook te zien dat voor de steeg een brug over de Nieuwezijds Voorburgwal lag. De kaart van Gerrit de Broen vermeldde al "Nieuwzyds Arm Steeg" en liet ook de brug zien.
Bij opgravingen ten behoeve van nieuwbouw op de hoek Nieuwezijds Voorburgwal / Nieuwezijds Armsteeg werden in 1984 restanten van de dijkarm aangetroffen. De 2 meter hoge kleiwal uit 1342, voorzien van een houten palissade, liep langs de gracht die de westkant van de stad beschermde. Aan stadskant van de wal werden in de tweede helft van de 14e eeuw de eerste huizen gebouwd.
In 1925 kreeg de steeg een nieuw wegdek waarbij er nog sprake was van een trottoir en rijdek, maar ze was toen eigenlijk al te smal voor autoverkeer. ER heeft dan ook nimmer openbaar veroer door het steegje gereden.

## Gebouwen
De oorspronkelijk bebouwing is al eeuwen verdwenen. Huisnummers lopen in 2021 op van 1 tot en met 105 aan de oneven zijde en 2 tot en met 28 aan de even zijde. Er werd steeds afgebroken en weer nieuwbouw gepleegd. Vanwege hun ouderdom zijn twee gebouwen aangewezen als rijksmonument:
- Nieuwezijds Armsteeg 3 AB, maar dan voornamelijk omdat het deel uitmaakt van het gebouw Nieuwendijk 84 (18e/19e eeuw) (monument nummer 3822)
- Nieuwezijds Armsteeg 5, alleen omschreven als “uitwendig sterk 19e eeuws huis, waarvan de gevel bekroond is door een klokvormige top onder rollagen. (monumentnummer 286)

Ook Nieuwendijk 80, op de hoek met de Nieuwezijds Armsteeg, is aangewezen als rijksmonument.

## Huisnummers 15-105
Huisnummers 15 tot en met 105 met achtergevels aan de Oude Braak worden echter in beslag genomen door een nieuwbouwcomplex uit circa 1986. Dit was het gevolg van een overeenkomst tussen de gemeente Amsterdam en Holiday Inn. Die mocht aan de noordzijde van de steeg een hotel (Klimpton de Witt) bouwen mits aan de zuidzijde van de steeg wooneenheden voor jongeren werden neergezet. Deze nieuwbouwwoningen voor jongeren waren uitonderhandeld met de toenmalige grote Amsterdamse krakersbeweging en de gemeente Amsterdam. Inruil vertrokken de krakers uit de nabijgelegen panden in de straat, deze kraakpanden werden vervolgens gesloopt. De noordzijde stond onder krakers bekend als het Wyerscomplex. Die nieuwbouw voor jongeren is dan ook verantwoordelijk voor het verschil in de uiteenlopende nummering tussen de noordzijde (even) en zuidzijde (oneven) van de steeg.

## Kunst
In de steeg kan vanwege de nauwte geen kunstwerk in de openbare ruimte geplaatst worden. Toch zijn er twee uitingen van kunst te vinden. In oktober 2012 werd het kunstwerk The white cube van Giny Vos onthuld in de wand van de bouw tui 1986. Ongedateerd (aangebracht tussen 2018 en 2021) is een liedtekst van P.C. Boutens op hetzelfde complex.

## Afbeeldingen

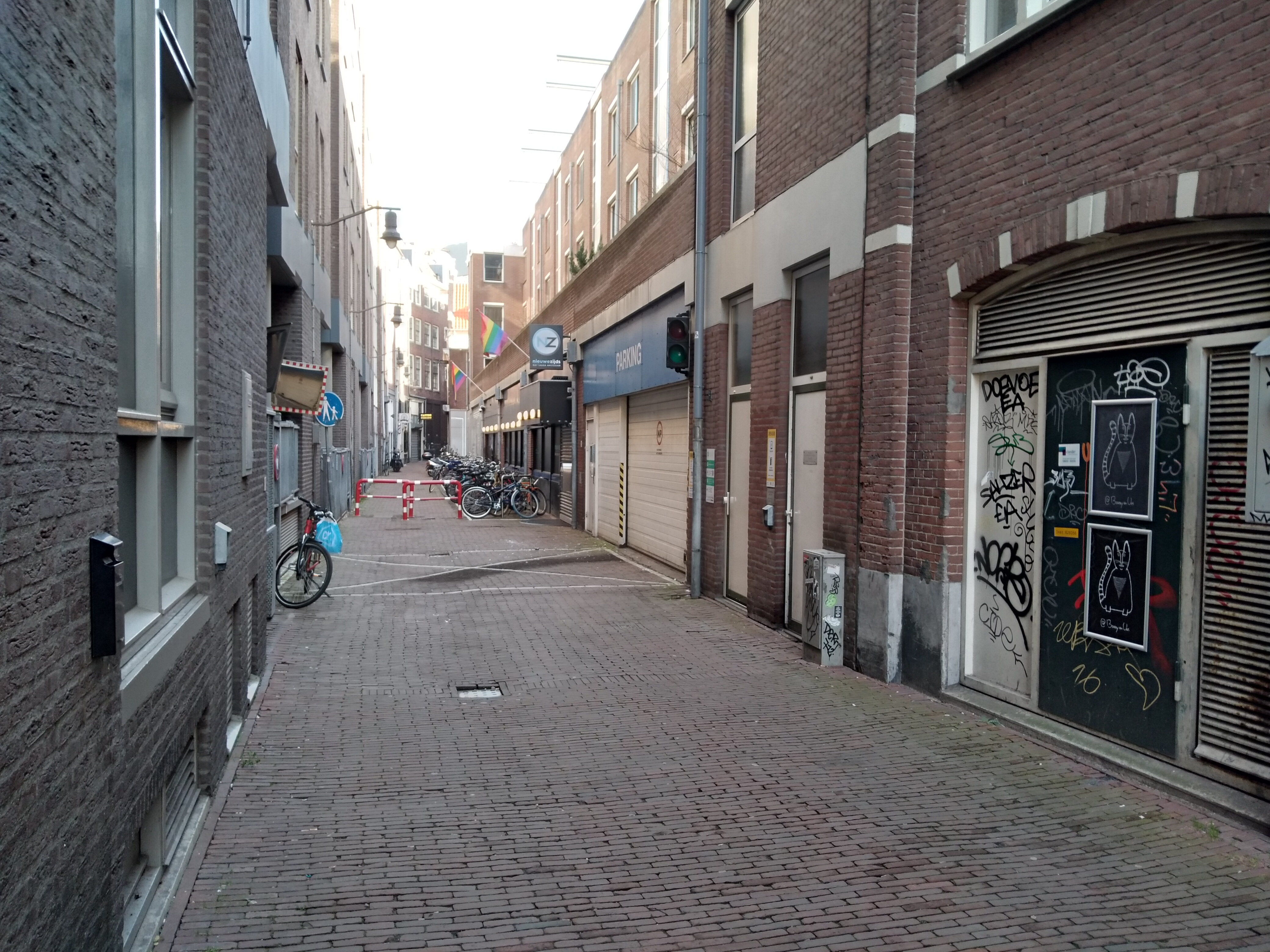
Doorkijk vanaf NZ Voorburgwal (februari 2021)
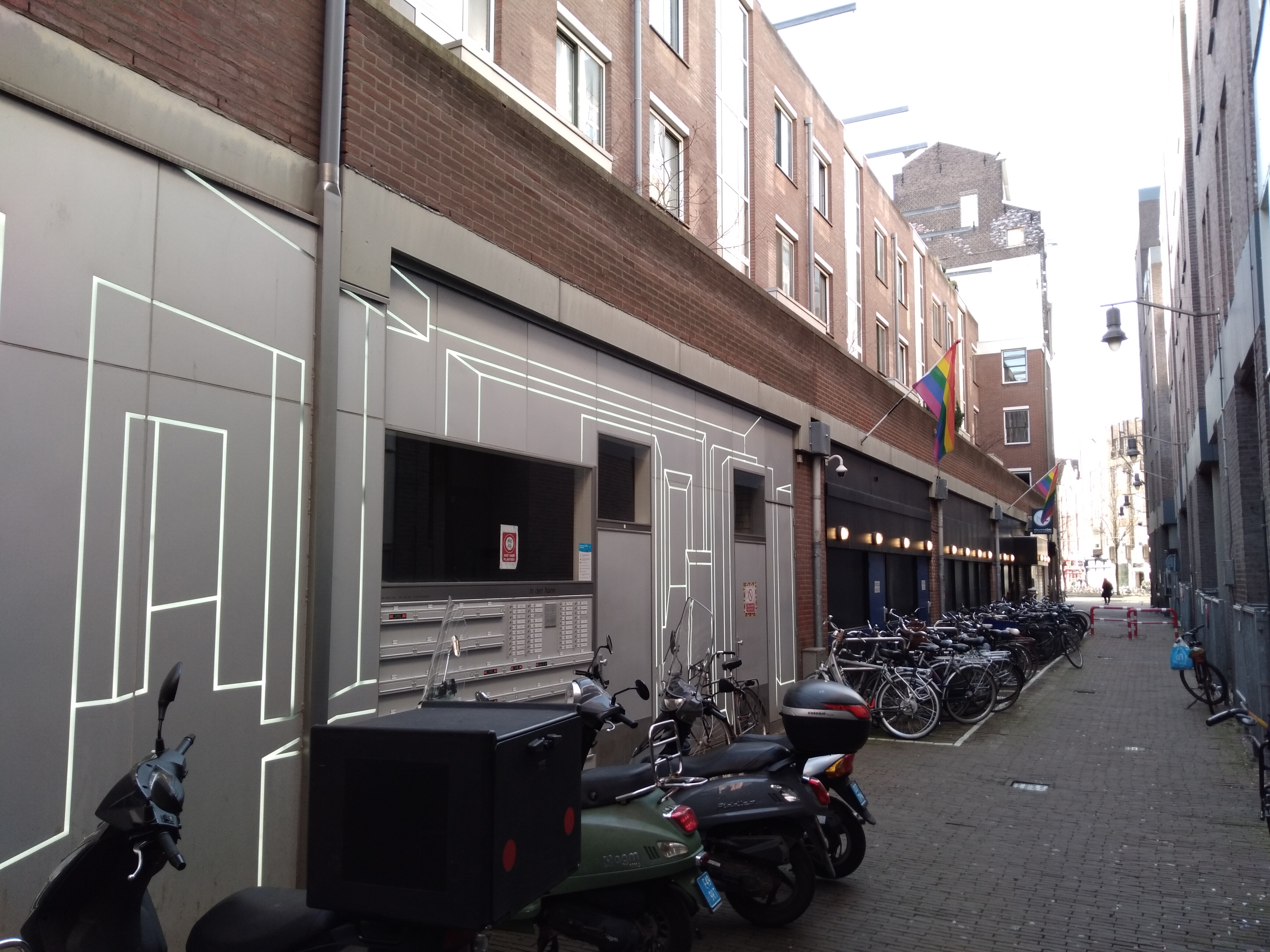
Nieuwezijds Armsteeg met The white cube (februari 2021)
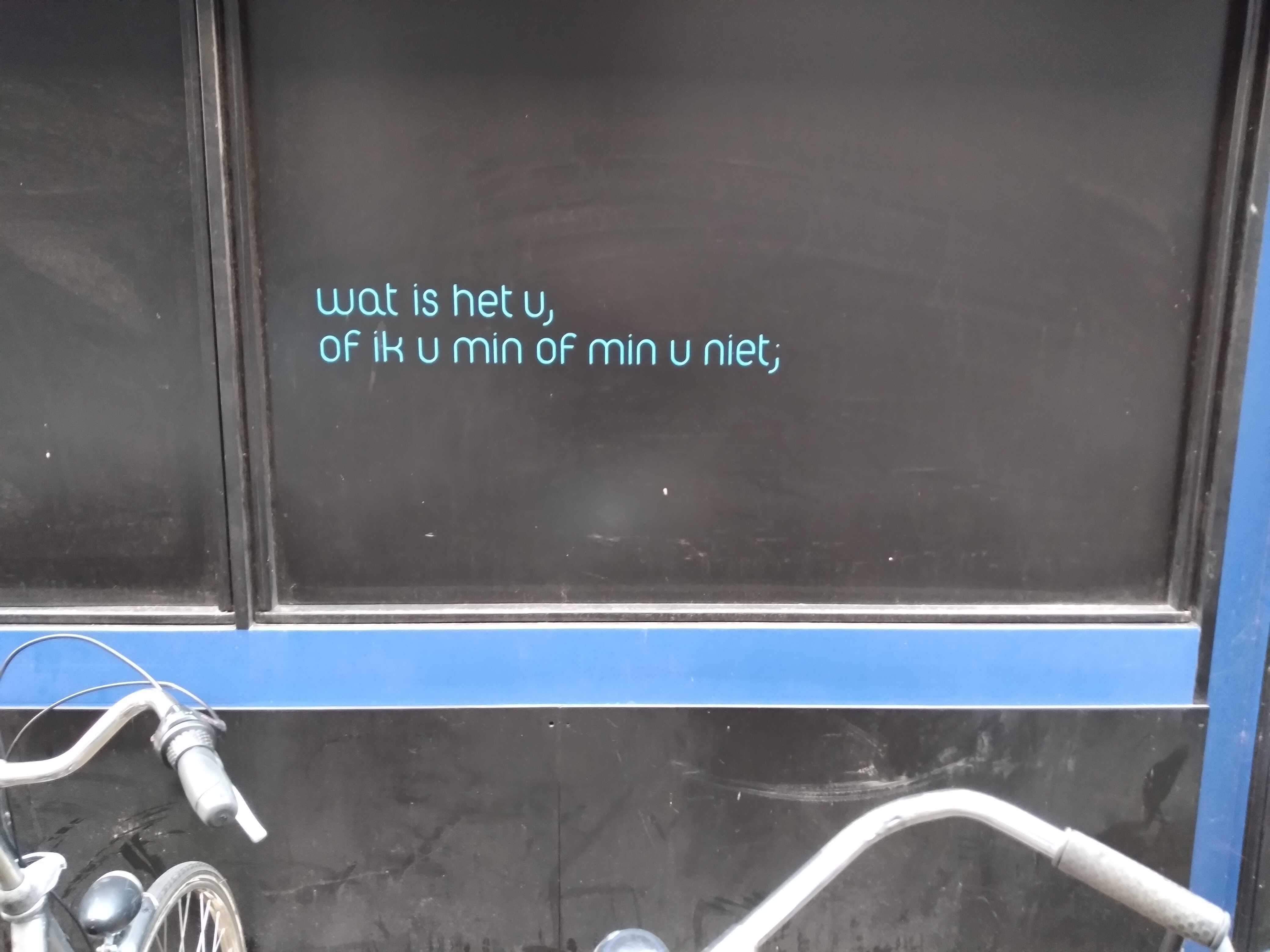
Tekst van P.C. Boutens (februari 2021)